# Axel Norling
Axel Norling (Estocolmo, 16 de abril de 1884 — Estocolmo, 7 de maio de 1964) foi um ginasta e saltador sueco que competiu em provas de ginástica artística e saltos ornamentais.
Norling é o detentor de duas medalhas olímpicas, conquistadas em duas seguidas edições. Na britânica, os Jogos de Londres, em 1908, competiu como ginasta na prova coletiva. Ao lado de outros 37 companheiros, conquistou a medalha de ouro, após superar as nações da Noruega e da Finlândia. Quatro anos mais tarde, no sistema sueco de disputas em equipe, saiu-se novamente campeão, ao lado dos outros 23 compatriotas, após permanecer a frente dos dinamarqueses e noruegueses. Anteriormente, nos Jogos Intercalados, foi o medalhista de bronze no evento do cabo-de-guerra. Na mesma ocasião, disputou ainda a prova da plataforma alta dos saltos ornamentais, na qual encerrou na 16ª posição.